# Багаев, Алан Ибрагимович
Алан Ибрагимович Багаев (осет. Багаты Алан Ибрагимы фырт; 28 февраля 2000) — российский борец вольного стиля. Победитель и призёр чемпионата России.

## Спортивная карьера
В начале сентября 2017 года в Афинах в финале юношеского первенства мира одержал победу над Аббасом Али Фороутанрами из Ирана. 27 июня 2018 года ему было присвоено звание мастер спорта России. 14 августа 2019 года в Таллине стал победителем первенства мира среди юниоров, одолев в финале американца Лукаса Дэвисона. 27 января 2022 года ему было присвоено звание мастер спорта России международного класса. 30 января 2022 года в Красноярске на Международном турнире памяти Ивана Ярыгина в малом финале победил казахстанца Абдуманапа Байгенжеева, завоевав бронзовую медаль. 29 января 2023 года в Красноярске на Международном турнире памяти Ивана Ярыгина в финале одолел Владислава Валиева из Северной Осетии, став тем самым победителем турнира. 22 июня 2023 года на чемпионате России в Каспийске в 1/4 финала уступил Тажудин Мухтарову из Дагестана. 23 июня 2023 года в схватке за 3 место чемпионата России взял вверх над Мустафагаджи Малачдибировым из Дагестана, тем самым став бронзовым призёром. 1 мая 2024 года в Подмосковье на чемпионате России, в финале одолев Асхаба Саадуллаева из Дагестана при счёте 2:2 по качеству баллов, стал победителем.

## Спортивные результаты
- Первенство мира по борьбе среди юношей 2017 — ;
- Первенство мира по борьбе среди юниоров 2019 — ;
- Международный турнир по вольной борьбе памяти Ивана Ярыгина 2022 — ;
- Международный турнир по вольной борьбе памяти Ивана Ярыгина 2023 — ;
- Чемпионат России по вольной борьбе 2023 — ;
- Чемпионат России по вольной борьбе 2024 — ;